# Fleischmannia remotifolia
Fleischmannia remotifolia é uma espécie de planta do gênero Fleischmannia e da família Asteraceae. 

## Taxonomia
A espécie foi descrita em 1970 por Robert Merrill King e Harold E. Robinson. 

## Forma de vida
É uma espécie terrícola e herbácea. 

## Descrição
| Caule                  | Caule                           |
| ---------------------- | ------------------------------- |
| ramo                   | aberto                          |
| Folha                  |                                 |
| forma                  | ovada/estreito ovada            |
| indumento              | tricoma não glandular/glandular |
| Inflorescência         |                                 |
| capitulescência        | densa corimbiforme              |
| capítulo com pedúnculo | pubescente                      |
| Flor                   |                                 |
| corola                 | lilás/alvo                      |
| Fruto                  |                                 |
| pápus                  | cerda com base cilíndrica       |

## Conservação
A espécie faz parte da Lista Vermelha das espécies ameaçadas do estado do Espírito Santo, no sudeste do Brasil. A lista foi publicada em 13 de junho de 2005 por intermédio do decreto estadual nº 1.499-R. 

## Distribuição
A espécie é encontrada nos estados brasileiros de Bahia, Ceará, Espírito Santo, Goiás, Minas Gerais, Mato Grosso, Rio de Janeiro, Santa Catarina e São Paulo. 
A espécie é encontrada nos  domínios fitogeográficos de Cerrado e Mata Atlântica, em regiões com vegetação de campos de altitude, campos rupestres, cerrado, floresta ombrófila pluvial, mata de araucária e restinga.